# Tyreke Evans
Tyreke Jamir Evans (* 19. September 1989 in Chester, Pennsylvania) ist ein US-amerikanischer Basketballspieler, der zuletzt im Kader der Indiana Pacers stand. Vorher spielte er für die University of Memphis, wo er als startender Point Guard gesetzt war. In der NBA-Draft 2009 wurde er an 4. Stelle von den Kings ausgewählt.

## Highschool
Evans wuchs in Chester (Pennsylvania) auf, wo er hauptsächlich von seinen drei älteren Brüdern erzogen wurde. Er besuchte die Christian Academy in Aston (Pennsylvania), wo er auch Basketball spielte. Bereits in seinem Sophomore-Jahr verglichen Experten und McGrady selbst seine Spielweise mit der von Tracy McGrady. Als Senior erzielte Evans an der Highschool durchschnittlich 32,1 Punkte pro Spiel und wurde in der gleichen Saison zum Most Valuable Player (wertvollster Spieler) des McDonald’s All-American Game gewählt. In diesem erzielte er 21 Punkte, zehn Rebounds und vier Assists um das Team East zu einem 107:102-Sieg über das Team West zu führen.

## College
Im April 2008 entschied sich Evans, der University of Memphis den Vorzug zu geben. Damit entschied er sich gegen die Villanova University und die University of Texas, die er zunächst auch in Betracht gezogen hatte.
Seine ersten Spiele verliefen jedoch negativ, was seinen Coach John Calipari dazu bewog, das Team umzuformen. So wurde Evans als startender Point Guard gesetzt und erzielte in seinem 11. Spiel fast ein Triple-double gegen die University of Cincinnati. Evans spielte 33 Minuten (von 40) und erzielte 14 Punkte, 10 Rebounds und acht
Assists. Memphis gewann das Spiel 60:45. Bis zum NCAA-Division-I-Basketball-Championship-Turnier verlor Memphis kein weiteres Spiel mehr. Dort verlor man aber gegen Missouri und schied aus.

## NBA
Evans entschied sich die letzten drei Jahre auf dem College nicht mehr zu spielen, sondern sich für die NBA Draft 2009 anzumelden. Am 25. Juni 2009 wurde er von den Sacramento Kings an 4. Stelle ausgewählt.
Am 1. Dezember 2009 wurde Evans zum Western Conference Rookie des Monats November gewählt. In dieser Zeit erzielte er durchschnittlich 18,8 Punkte, 5,0 Rebounds, 4,7 Assists und 1,33 Steals in 36,1 Minuten pro Spiel.
Diesen Schnitt konnte er allerdings steigern und erzielt, auf die ganze Saison bezogen, 20,2 Punkte, 5,3 Rebounds und 5,6 Assists pro Spiel. Damit ist er einer von inzwischen 5 Rookies in der gesamten NBA-Geschichte, die mehr als 20 Punkte, 5 Assists und 5 Rebounds pro Spiel erzielen konnten. Die anderen sind Michael Jordan, Oscar Robertson, LeBron James und Luka Dončić.
Evans wurde auch für die NBA Rookie Challenge nominiert, bei der die Rookies erstmals seit sieben Jahren wieder gewannen. Evans wurde mit dem MVP-Titel der Rookie Challenge ausgezeichnet.
Am 29. April 2010 erhielt Tyreke Evans die Eddie-Gottlieb-Trophäe für die Auszeichnung zum 2009/10 T-Mobile Rookie des Jahres. Evans wurde von einem Gremium aus 123 Sportjournalisten und Rundfunksprechern aus den USA und Kanada 67 Mal auf Platz eins gewählt. Dies sind insgesamt 491 Punkte für ihn. Zweiter wurde Stephen Curry mit 391 Punkten. Mit dieser Auszeichnung führte Evans gleichzeitig das NBA All-Rookie First Team dieses Jahres an.
Die Saison 2010/11 war für Tyreke Evans anfangs von einer Fußverletzung geprägt, ehe er am 29. Dezember 2010 im Spiel gegen die Memphis Grizzlies 1,5 Sekunden vor Ende beim Stand von 98:97 zu Gunsten der Gäste aus Memphis einen Wurf aus der eigenen Hälfte schoss, der nach Ablauf der Spielzeit noch in den Korb ging (sogenannter Buzzer Beater), wodurch seine Sacramento Kings das Spiel noch gewannen.
In den folgenden zwei Jahren konnte Evans jedoch seine Leistung aus der Rookiesaison nicht bestätigen. Im Vergleich zu seiner Rookiesaison fielen seine statistischen Werte in allen Bereichen. Die Saison 2012/13 schloss Evans mit 15,2 Punkte, 4,4 Rebounds und 3,5 Assists pro Spiel ab. Daraufhin verließ Evans die Sacramento Kings, nachdem diese ihm keinen neuen Vertrag angeboten hatten. Er wurde am 10. Juli 2014 in einem Sign-And-Trade-Deal zu den New Orleans Pelicans transferiert, wo er einen Vertrag bis 2016 unterschrieb. Für die Pelicans spielte Evans über drei Saisons. In dieser Zeit erreichte er als wichtiger Bestandteil der Mannschaft 2015 die Playoffs. Die Saison 2015–16 musste er aufgrund einer schweren Knieverletzung überwiegend aussetzten und absolvierte nur 25 Saisonspiele. Bei seiner Rückkehr zur Saison 2016–17 fand Evans sich auf der Bank wieder.
Im Februar 2017 kehrte Evans wieder zurück zu den Sacramento Kings. Bei den Kings kam er in den verbleibenden Spielen der Saison auf 11,6 Punkte pro Spiel.
Nach Ablauf seines Vertrages in Sacramento schloss sich Evans im Sommer 2017 den Memphis Grizzlies an. Bei den Grizzlies konnte er nochmal an seine starke Rookiesaison anknüpfen und erzielte 19,4 Punkte, 5,1 Rebounds und 5,2 Assists im Schnitt. Im Sommer 2018 wechselte Evans zu den Indiana Pacers. Bei den Pacers agierte Evans überwiegend als sechster Mann. Er kam in 69 Saisonspielen auf 10,2 Punkte im Schnitt und spielte seine schwächste Karrieresaison, da er auch nur knapp 39 % seiner Feldwürfe traf.

## Ligasperre in der NBA
Am Saisonende im Mai 2019 sperrte die NBA Evans für zwei Jahre, da er gegen die Drogenrichtlinien der Liga verstoßen hat. Er kann erst 2021 wieder in die Liga aufgenommen werden, bis dahin ist er vom Ligabetrieb ausgeschlossen.

## Erfolge und Auszeichnungen
- NBA Rookie of the Year 2010
- NBA All-Rookie First Team 2010
- NBA Rookie Challenge Game MVP 2010